# Ivan Paližna
Ivan Paližna (lat. Joannes de Palisna) (?, - Vrana, 23. ožujka 1391. ili 26. travnja 1392.), bio je hrvatski ban, vitez, ivanovac i prior vranski.

## Životopis
Po dosad poznatim podacima otac mu se također zvao Ivan a braća Petar, Toma i Nikola. Imenovan je vranskim priorom 1372. godine a novi desetogodišnji mandat dobio je 12. ožujka 1382. godine.
Godine 1383. bio je na čelu protudvorskog pokreta protiv hrvatsko-ugarske kraljice Marije Anžuvinke (1382. – 1385.) i njene majke regentice Elizabete, zajedno sa svojom nećacima Ivanom Horvatom, Ladislavom Horvatom i zagrebačkim biskupom Pavlom Horvatom. Uskoro po podizanju bune kraljica Marija i njena majka Elizabeta uputile su se u Hrvatsku te u listopadu osvojile utvrdu Vranu iz koje je Paližna pobjegao na dvor bosanskog kralja Tvrtka I.
Godine 1385. Paližna je podržao Karla II. Dračkog u borbi za ugarsko-hrvatsku krunu, zbog čega je imenovan banom, a pobunu nastavlja i nakon kraljeve smrti te je sudjelovao u ubojstvu kraljičinog pristalice Nikole I. Gorjanskog u bitci kod Gorjana 1386. godine. Nakon bitke kraljice su bile zatočene u tvrđavi u Novigradu (Zadarska županija). U zatočeništvu je kraljica Elizabeta izgubila život, dok je kraljicu Mariju uspio spasiti njen zaručnik Žigmund Luksemburški. Marija je kasnije iskazala kako je Paližna svojeručno udavio kraljicu Elizabetu. Nakon smrti regentkinje Paližna je postao banom Dalmacije, Hrvatske i Slavonije te preuzeo upravu nad Dalmacijom i Hrvatskom.
Godine 1387. napadaju ga saveznici kralja Žigmunda, knez Ivan V. Frankapan i knezovi Kurjakovići te mu otimaju većinu Hrvatske, nakon čega Paližni ostaju samo utvrde Klis i Vrana. Početkom sljedeće godine bosanski kralj Tvrtko I. imenovao je Ivana Paližnu svojim namjesnikom u Hrvatskoj i Dalmaciji. Uspio je obraniti Vranu i Nin od kraljeva napada, a predali su mu se Split, Šibenik i Trogir.
Po S. Antoljaku bijaše upravo Ivan Paližna taj, koji je predvodio hrvatsku vojsku (križari) u sukobu protiv Turaka na Kosovom polju 1389. godine, dok je Ferdo Šišić, koji se tim pitanjem bavio u svom djelu Vojvoda Hrvoje Vukčić i njegovo doba (1350-1416.) pokazao da je Ivan koji se spominje u izvorima bio Paližnin nećak, sin njegove sestre Ivan Horvat, i to pokrijepio činjenicom kako je u navedeno vrijeme Ivan Paližna ratovao protiv pristaša Žigmunda Luksemburškog. 

## Vanjske poveznice
- Budak, Neven - Ivan od Paližne, prior vranski, vitez sv. Ivana  Arhivirana inačica izvorne stranice od 14. srpnja 2014. (Wayback Machine)
- Ivan Paližna Hrvatska enciklopedija
- Gračanin, Hrvoje. Ivan Paližna u povijesnim vrelima i historiografiji, // Radovi Zavoda za znanstvenoistraživački i umjetnički rad u Bjelovaru, br. 4. (2011.), str. 237. – 267. (Hrčak)

| Prethodnik:        | Hrvatski ban (1386. - 1391.) | Nasljednik:   |
| Emerik I. Lacković | Hrvatski ban (1386. - 1391.) | Ivan V. Krčki |